# José Ignacio de Mendiguren
José Ignacio de Mendiguren (n. Buenos Aires, Argentina, 23 de agosto de 1950) es un abogado, industrial y político argentino, que ejerció como presidente de la Unión Industrial Argentina y como Ministro de Producción de la República Argentina durante la presidencia de Eduardo Duhalde, entre 2002 y 2003. Fue Diputado Nacional por Buenos Aires entre 2013 y 2021. También se desempeñó como presidente del BICE. Durante el gobierno de Alberto Fernández ocupó el cargo de Secretario de Industria y Desarrollo Productivo en el Ministerio de Economía entre los años 2022 y 2023. Actualmente no trabaja en la administración pública pero es una de las figuras más reconocidas dentro del Frente Renovador.

## Biografía

### Comienzos
Su padre, Bruno de Mendiguren, fue Ministro de Relaciones Exteriores del gobierno autónomo vasco durante la guerra civil española. Se refugió en la Argentina al final de la misma y murió en un accidente de aviación cuando José Ignacio tenía tres meses.
Se recibió de abogado a los 22 años e ingresó en un estudio jurídico como especialista en derecho empresario, ejerciendo además como asesor de inversiones extranjeras. Más tarde se recibió de escribano.

### Empresario y líder patronal
Abandonó la carrera jurídica en 1976, lanzándose como comerciante de zapatillas. Poco después conoció a Roberto Frazeer, propietario de la empresa Alpargatas S.A., con quien se asoció para crear las alpargatas con suela de goma. Inició un grupo industrial que actualmente incluye una empresa textil y una cadena de comercios de artículos deportivos. Posteriormente incursionó en la producción agropecuaria.
A fines del gobierno de Carlos Menem fue nombrado presidente de la Unión Industrial Argentina y director del Banco de la Nación Argentina. Durante la presidencia de Fernando De la Rúa promovió activamente la devaluación del peso, a fin de mejorar la competitividad de la economía argentina. 

### Ministro de Producción (2002-2003)
En enero de 2002 el presidente Duhalde lo nombró titular del Ministerio de Producción de la Nación. Para ejercer ese cargo, De Mendiguren renunció a la presidencia de la UIA. Con una «política de dólar alto», que permitiría producir bienes y servicios a precios competitivos en el mercado internacional, muchas industrias de Argentina habrían comenzado a reflorecer después de la crisis. A mediados del año 2002 se comienzan a vislumbrar signos de recuperación económicaSe inició la recuperación de la industria nacional, muy afectada por la política de convertibilidad iniciada por Menem y sostenida por De la Rúa.
Abandonó su cargo junto al presidente Duhalde en mayo de 2003, y el ministerio fue disuelto, para ser reorganizado posteriormente, en el año 2008, como Ministerio de Industria.

### Regreso a la UIA (2011-2013)
Retirado a la actividad privada, regresó como vocal a la Unión Industrial en 2004. Reasumió como presidente de la misma el 27 de abril de 2011, en reemplazo de Héctor Méndez, quien había presentado su renuncia a la conducción de la entidad. Su segunda gestión se distinguió por el acercamiento de posiciones con el gobierno de Cristina Fernández de Kirchner, con el cual la entidad había tenido conflictos en los años anteriores.

### Diputado nacional (2013-2020)
En el marco de las elecciones legislativas del 2013, de Mendiguren se presentó a diputado nacional por la provincia de Buenos Aires, dentro de la lista del Frente Renovador. Obtuvo el cargo y asumió el 10 de diciembre. En las elecciones de 2017 revalida su cargo. Luego se incorporó al bloque del Frente de Todos en las elecciones de 2022. Desde el 20 de enero de 2020 pidió licencia en la Cámara de Diputados para asumir como presidente del Banco de Inversión y Comercio Exterior (BICE).